# یواس‌اس لیدن (۱۸۶۵)
یواس‌اس لیدن (۱۸۶۵) (به انگلیسی: USS Leyden (1865)) یک کشتی بود. این کشتی در سال ۱۸۶۵ ساخته شد.